# (7433) Pellegrini
(7433) Pellegrini est un astéroïde de la ceinture principale.

## Description
(7433) Pellegrini est un astéroïde de la ceinture principale. Il fut découvert le 21 mai 1993 à Farra d'Isonzo par l'observatoire astronomique de Farra d'Isonzo. Il présente une orbite caractérisée par un demi-grand axe de 2,38 UA, une excentricité de 0,18 et une inclinaison de 11,7° par rapport à l'écliptique.

## Compléments